# 爱德华·菲利普
爱德华·夏爾·菲利普（法語：Édouard Charles Philippe，法語發音：[edwaʁ ʃaʁl filip] ⓘ；1970年11月28日—），法国地平線黨主席，曾于2017至2020年间担任法国总理。
2010年成为勒阿弗尔市长和勒阿弗尔城市圈公共社区主席，后于2012年当选滨海塞纳省第七选区的国民议会议员。2017年5月15日，法国总统艾曼紐·马克龙任命其为法国总理。2020年7月3日，爱德华·菲利普宣布辞去法国总理一职，但将继续处理当前事务直至新内阁组成。2021年，爱德华·菲利普创立了中右翼政党“地平线”。

## 生平

### 家庭
爱德华·菲利普生于鲁昂。他的父母都是法语老师。他的祖父曾是码头工人，曾祖父则是勒阿弗尔法国共产党的首批成员之一。

### 教育
他在鲁昂市郊长大，在波恩其父担任校长的法语中学获得高中毕业证书。身为文学预科生，他随后获得巴黎政治学院（公共事务专业，1992届）和国家行政学院（1995年-1997年）文凭。

### 公职
1997年从国家行政学院毕业后，爱德华·菲利普进入法国最高行政法院，专攻公共市场法。
2020年6月28日，当选勒阿弗尔市长。

## 总理
2017年5月15日，新任總統艾曼紐·马克龙宣誓就职次日，受命为总理。
共和党秘书长贝尔纳·阿科耶认为，通过这一任命，爱德华·菲利普“把自己置于我们的政治大家庭以外”。不过他并未被开除党籍。這是因為共和黨仍等候6月的國民議會選舉結果。

## 个人生活
爱德华·菲利普的妻子埃迪特·沙布尔（Édith Chabre）是巴黎政治学院法学院执行总裁。